# لمفومة الخلية القشرية
ليمفوما خلايا القشرية (MCL) هي نوع من ليمفوما اللاهودجكينية (NHL)، ويضم حوالي 6% من حالات NHL.   يوجد حاليًا حوالي 15000 مريض في الولايات المتحدة بالمفوية الخلية القشرية.

## الأعراض والعلامات
عادةً ما يكون مرضى لمفوما الخلية القشرية في الستينيات من عمرهم عند تشخيص المرض لديهم، وتكون اللمفوما ذات مرحلة متقدمة. يعاني نصف المرضى من أعراض من النموذج (ب)، مثل: الحمّى، أو التعرّق الليلي، أو فقدان الوزن غير المفسّر (أكثر من 10% من وزن الجسم). عادةً ما يُلاحَظ تضخّم في الغدد اللمفاوية (على شكل انتباج في منطقة الرقبة، أو تحت الإبط، أو الفخذ) أو تضخّم طحال. يُصاب النخاع الشوكي، والكبد، والجهاز الهضمي خلال مرحلة مبكرة نسبيًّا من مسار المرض. أُبلِغ عن حالات نادرة تترافق فيها لمفوما الخلية القشرية مع ردود فعل تحسّسية شديدة للدغات البعوض، تتراوح ردود الفعل هذه من تضخّم منطقة اللدغة وإيلامها، إلى تنخّر وأعراض جهازية (حمّى، وتضخّم الغدد اللمفية، وألم بطني، وإسهال)، أو في حالات نادرة إلى صدمة تأقية مهدّدة للحياة. تظهر ردود الفعل التحسّسية للدغة البعوض في حالات عديدة قبل تشخيص لمفوما الخلية القشرية، وتعتبر من الأعراض السريرية التي تظهر خلال بداية تطوّر المرض، وتُنذر بالإصابة بلمفوما الخلية القشرية.

## الإمراض
يعود سبب لمفوما الخلية القشرية (كما باقي السرطانات) إلى اكتساب مجموعة من الطفرات الجينية (غير الموروثة) التي تصيب الخلايا الجسدية، ما يزيد نسائل الخلايا اللمفية البائية الخبيثة. العوامل التي تحرّض التغيّرات الجينية غير معروفة حتى الآن، وغالبًا ما تتطوّر لمفوما الخلية القشرية لدى الأشخاص الذين لا يمتلكون عوامل خطر لتطوّر اللمفوما. لمفوما الخلية القشرية هو اضطراب مورّثي مكتسب، غير معدٍّ وغير وراثي.
السمّة المميزة للمفوما الخلية القشرية هي الطفرة وفرط التعبير اللذان يصيبان المورّثة «سيكلين د-1»، ما يلعب دورًا مهمًّا في الانتشار غير الطبيعي للخلايا الخبيثة. قد تكون خلايا لمفوما الخلية القشرية مقاومة للاستماتة المحرّضة بالأدوية، ما يجعل علاجها الكيميائي أو الشعاعي أكثر صعوبة. تتكاثر الخلايا المصابة وفق نموذج عقدي أو منتشر، وتترافق مع متغيرين خلويين رئيسيين: نموذجي أو أريمي. في الحالات النموذجية تكون الخلايا صغيرة إلى متوسطة الحجم، مع نوى غير منتظمة الشكل. في الشكل الآخر، تكون الخلايا متوسطة إلى كبيرة الحجم، مع كروماتين مشتّت بشكل منظّم، وبشكل عام ذو طبيعة عدوانية أكثر من الشكل الأول. تتراكم الخلايا الشاذّة في الجهاز اللمفاوي (العقد اللمفية، والطحال)، مؤدّيةً إلى سوء وظيفة الجهاز اللمفاوي في النهاية. قد تحل خلايا لمفوما الخلية القشرية محل الخلايا السليمة في نقي العظم، ما يؤثّر سلبًا على إنتاج خلايا الدم الأخرى.